# 马克拉图尔
马克拉图尔（法語：Marc-la-Tour，法語發音：[maʁk la tuʁ]）是法国科雷兹省的一个旧市镇，属于蒂勒区。2019年，马克拉图尔与市镇拉加尔德昂瓦勒合并为新市镇拉加尔德-马克拉图尔。

## 地理
马克拉图尔（45°12'18"N, 1°50'41"E）面积6.59 平方千米，位于法国新阿基坦大区科雷兹省，该省份为法国中南部省份，北起上维埃纳省和克勒兹省，西接多爾多涅省，南至洛特省，东临多姆山省和康塔爾省。
与马克拉图尔接壤的市镇（或旧市镇、城区）包括：福尔热、龙代勒河畔拉迪尼亚克、拉加尔德昂瓦勒、庞德里涅、圣保罗、圣西尔万。

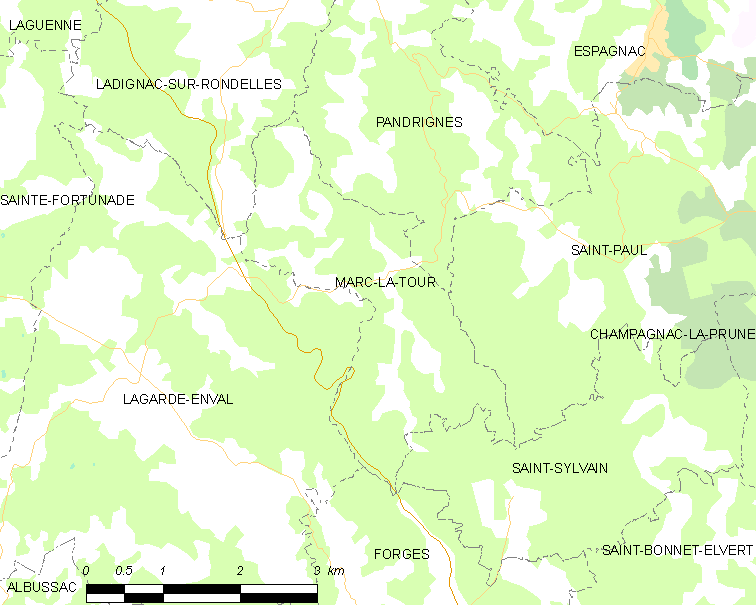
马克拉图尔的OSM定位图

马克拉图尔的时区为UTC+01:00、UTC+02:00（夏令时）。

## 行政
马克拉图尔的邮政编码为19150，INSEE市镇编码为19127。

## 政治
马克拉图尔所属的省级选区为圣福蒂纳德县。

## 人口

1962-2008年间马克拉图尔人口变化图示

马克拉图尔于2018年1月1日时的人口数量为143人。